# Allmannsweiler
Allmannsweiler är en kommun i Landkreis Biberach i det tyska förbundslandet Baden-Württemberg. Folkmängden uppgår till cirka 340 invånare, på en yta av 4,1 kvadratkilometer.
Kommunen ingår i kommunalförbundet Bad Buchau tillsammans med staden Bad Buchau och kommunerna Alleshausen, Betzenweiler, Dürnau, Kanzach, Moosburg, Oggelshausen, Seekirch och Tiefenbach.

## Befolkningsutveckling
| Befolkningsutvecklingen i Allmannsweiler 1975–2015 | Befolkningsutvecklingen i Allmannsweiler 1975–2015 | Befolkningsutvecklingen i Allmannsweiler 1975–2015 | Befolkningsutvecklingen i Allmannsweiler 1975–2015 | Befolkningsutvecklingen i Allmannsweiler 1975–2015 |
| -------------------------------------------------- | -------------------------------------------------- | -------------------------------------------------- | -------------------------------------------------- | -------------------------------------------------- |
|                                                    |                                                    |                                                    |                                                    |                                                    |
| År                                                 |                                                    |                                                    | Folkmängd                                          | Areal (ha)                                         |
| 1975                                               | 1975                                               |                                                    | 250                                                | 410                                                |
| 1980                                               | 1980                                               |                                                    | 249                                                |                                                    |
| 1985                                               | 1985                                               |                                                    | 245                                                |                                                    |
| 1990                                               | 1990                                               |                                                    | 277                                                |                                                    |
| 1995                                               | 1995                                               |                                                    | 302                                                |                                                    |
| 2000                                               | 2000                                               |                                                    | 313                                                |                                                    |
| 2005                                               | 2005                                               |                                                    | 317                                                |                                                    |
| 2010                                               | 2010                                               |                                                    | 304                                                |                                                    |
| 2015                                               | 2015                                               |                                                    | 301                                                |                                                    |
|                                                    |                                                    |                                                    |                                                    |                                                    |